# Golf en los Juegos Olímpicos de Los Ángeles 2028
El golf en los Juegos Olímpicos de Los Ángeles 2028 se realizará en el Riviera Country Club de Los Ángeles, en julio de 2028.